# Western Bahr el Ghazal
Western Bahr el Ghazal (arabisch غرب بحر الغزال Gharb Bahr al-Ghazāl, DMG Ġarb Baḥr al-ġazāl ‚Westlicher Gazellen-Fluss‘) ist ein Bundesstaat im Südsudan. Sein Name ist vom Bahr al-Ghazal oder Gazellenfluss abgeleitet.
Er hat eine Fläche von 93.900 km² und nach dem offiziellen Ergebnis des Zensus 2008 rund 333.000 Einwohner. Seine Hauptstadt ist Wau, weitere bedeutende Ortschaften sind Raja, Deim Zubeir, Kawajena und Kangi.

## Bevölkerung
In Western Bahr el Ghazal leben vor allem verschiedene kleinere Volksgruppen, die unter der Sammelbezeichnung Fertit zusammengefasst werden. Die Sprachenvielfalt ist im Vergleich zu anderen Teilen des Sudans groß.
Die bis heute niedrige Bevölkerungsdichte ist eine Spätfolge der Sklavenjagden, der Kriege und der kolonialen Eroberung im 19. Jahrhundert.
Die Bevölkerung in Western Bahr el Ghazal wurde von den angrenzenden Teilen des Nordsudans kulturell beeinflusst, so sind „arabische“ Kleidung, die arabische Sprache und der Islam weiter verbreitet als in anderen Teilen des Südsudans. Western Bahr el Ghazal war daher am stärksten von der Southern Policy 1930–46 betroffen, mit der die britische Kolonialregierung versuchte, nördliche Einflüsse im Süden zu unterbinden. Hierzu wurden Volksgruppen, die dem Norden zugerechnet wurden, dorthin umgesiedelt, während Gruppen, die als südlich galten, weiter nach Süden verlegt wurden, um sie von nördlichen Einflüssen fernzuhalten.

## Geographie
Der Bundesstaat grenzt im Norden an den Sudan und im Westen an die Zentralafrikanische Republik. Dazwischen liegt im Nordwesten die zwischen Nord- und Südsudan umstrittene Region Kafia Kingi. Die angrenzenden südsudanesischen Bundesstaaten sind im Nordosten Northern Bahr el Ghazal, im Osten Warrap und im Süden Western Equatoria.
Die Vegetation besteht vorwiegend in Feuchtsavanne, im Unterschied zum ebenfalls zur Region Bahr al-Ghazal gehörenden Bundesstaat Northern Bahr el Ghazal, dessen Landschaft in erster Linie durch Trockensavanne gekennzeichnet ist.
Es handelt sich um ein Eisenerzplateau. Wegen der Verbreitung von Tsetsefliegen, welche die Viehseuche Nagana übertragen, spielt die Haltung von Rindern in Western Bahr el Ghazal nur eine geringe Rolle, während das benachbarte Northern Bahr el Ghazal zu den wichtigsten Rinderzuchtgebieten des Südsudan gehört.

## Geschichte
Von 1919 bis 1948 gehörte das Gebiet des heutigen Bundesstaates Western Bahr el Ghazal zur Provinz Äquatoria und von 1948 bis 1976 zur Provinz Bahr al-Ghazal, die 1948 von Äquatoria abgespalten wurde. Von 1991 bis 1994 gehörte das Gebiet von Western Bahr el Ghazal zum neu geschaffenen Bundesstaat Bahr al-Ghazal, der in den Grenzen der Provinz Bahr al-Ghazal von 1948 bis 1976 glich. Am 14. Februar 1994 wurde Western Bahr el Ghazal als Bundesstaat in den heutigen Grenzen geschaffen.
Das Gebiet um den Ort Kafia Kingi, der durch Umsiedlungen im Rahmen der Southern Policy entvölkert worden war, wurde 1960 unter der Militärregierung von Ibrahim Abbud von Bahr al-Ghazal abgetrennt und der nördlichen Region Darfur zugeschlagen. Es ist seither zwischen Nord- und Südsudan umstritten, der Süden beansprucht es als Teil von Western Bahr el Ghazal.
Im ersten Sezessionskrieg im Südsudan waren die Anya-Nya-Rebellen auch im Raga County aktiv und verübten einen Angriff auf Wau. Im zweiten Krieg waren Wau, Raja und Deim Zubeir für die meiste Zeit als Garnisonsstädte unter Kontrolle der Regierung.
Die Gouverneurswahlen 2010 gewann der Kandidat der SPLM, Rizik Zachariah Hassan.
2015 wurde der Bundesstaat in die neuen Bundesstaaten Wau und Lol aufgeteilt und 2020 wieder in den alten Zustand zurückversetzt.

## Verwaltung
Western Bahr el Ghazal ist, wie die anderen Bundesstaaten Südsudans auch, in Countys unterteilt. Weitere Verwaltungseinheiten unter den Countys sind Payams und darunter Bomas. Ein County Commissioner, der vom State Governor in Vereinbarung mit dem Präsidenten ernannt wurde, steht den Countys vor. In Western Bahr el Ghazal sind das:
| County    | Größe (km2) | Bevölkerungszahl Erhebung 2008 | County Commissioner |
| --------- | ----------- | ------------------------------ | ------------------- |
| Jur River | 10.032,22   | 127.771                        |                     |
| Raga      | 61.792,46   | 54.340                         |                     |
| Wau       | 19.251,27   | 151.320                        |                     |